# Ośrodek ciągły
Ośrodek ciągły (continuum) – model ciała, w którym zaniedbano cząsteczkową (atomową) budowę materii na rzecz jej jednolitej ciągłości we wszystkich kierunkach.
Ośrodek możemy podzielić na bardzo małe części, ale o takich samych własnościach jak cała badana objętość. Element musi być na tyle niewielki, aby mógł być traktowany jako nieskończenie mały z punktu widzenia opisywanych zjawisk. Powinien być również na tyle duży, aby wewnątrz mieściła się taka liczba cząsteczek (atomów), by spełnione być mogły statystyczne prawa fizyki.
Continuum składa się z elementów o tej własności, że w dowolnym otoczeniu każdego z nich znajduje się nieskończenie wiele elementów należących do tego continuum. Jest to postulat jego ciągłości.
- Przykłady
  - parametry określające ruch i stan ośrodka są w tym modelu ciągłymi funkcjami punktu i czasu
  - w mechanice cieczy i gazów kryterium stosowania tego przybliżenia jest liczba Knudsena (Kn). Dla Kn < 0,01 otrzymane wyniki są zbliżone do doświadczalnych[1].